# Đông Tiến, thành phố Thanh Hóa
Đông Tiến là một xã thuộc thành phố Thanh Hóa, tỉnh Thanh Hóa, Việt Nam.

## Địa lý
Xã Đông Tiến nằm ở phía tây bắc thành phố Thanh Hóa, có vị trí địa lý:
- Phía đông giáp phường Đông Lĩnh
- Phía tây giáp xã Đông Thanh
- Phía nam giáp phường Rừng Thông
- Phía bắc giáp huyện Thiệu Hóa.

Xã Đông Tiến có diện tích tự nhiên 5,18 km², quy mô dân số năm 2022 là 7.228 người, mật độ dân số đạt 1.395 người/km². Dân cư sinh sống tại Đông Tiến chủ yếu là người Kinh.

## Lịch sử
Từ thời Nhà Nguyễn đến trước Cách mạng tháng Tám, xã Đông Tiến thuộc tổng Lê Nguyễn, gồm các thôn (làng): Hàm Hạ (Đại Đồng), Triệu Xá, Triệu Xá Tiền (Triệu Tiền), Nhuận Thạch (Kẻ Chiểu), Hiệp Khởi, Kim Sơn, Toàn Tân (Tòng Tân).
Năm 1946, các tổng cũ của huyện Đông Sơn được chia thành 22 xã, trong đó xã Đại Đồng. Đến năm 1948, xã Đại Đồng sáp nhập với xã Cổ Bôn thành xã Đông Tiến. Năm 1953, tách xã Đông Tiến thành hai xã Đông Thanh và Đông Tiến. Năm 1966, xóm Nghĩa (còn gọi là xóm Phúc Long) thuộc xã Đông Anh được chuyển về xã Đông Tiến.
Ngày 5 tháng 7 năm 1977, nhập 16 xã hữu ngạn sông Chu thuộc huyện Thiệu Hóa với huyện Đông Sơn thành huyện Đông Thiệu, xã Đông Tiến thuộc huyện Đông Thiệu. Đến ngày 30 tháng 8 năm 1982, xã trở lại thuộc huyện Đông Sơn do huyện Đông Thiệu đổi tên thành.
Ngày 28 tháng 1 năm 1992, một phần diện tích và dân số của xã Đông Tiến được tách ra để thành lập thị trấn Rừng Thông (thị trấn huyện lỵ huyện Đông Sơn).
Ngày 15 tháng 5 năm 2015, Ủy ban Thường vụ Quốc hội ban hành Nghị quyết số 935/NQ-UBTVQH13. Theo đó, toàn bộ thôn Toàn Tân, một phần thôn Đại Đồng và một phần diện tích của thôn Triệu Xá 1 thuộc xã Đông Tiến được sáp nhập vào thị trấn Rừng Thông; nhập phần còn lại của thôn Đại Đồng vào thôn Triệu Xá 1.
Sau khi mở rộng thị trấn Rừng Thông, xã Đông Tiến còn 510,46 ha diện tích với 7.386 người, gồm 6 thôn: Hiệp Khởi, Kim Sơn, Nhuận Thạch, Triệu Tiền, Triệu Xá 1, Triệu Xá 2.
Ngày 24 tháng 10 năm 2024, Ủy ban Thường vụ Quốc hội thông qua Nghị quyết số 1238/NQ-UBTVQH15 (có hiệu lực từ ngày 1 tháng 1 năm 2025). Theo đó, sáp nhập toàn bộ huyện Đông Sơn vào thành phố Thanh Hóa, xã Đông Tiến thuộc thành phố Thanh Hóa.

## Hành chính
Xã Đông Tiến được chia thành 6 thôn: Hiệp Khởi, Kim Sơn, Nhuận Thạch, Triệu Tiền, Triệu Xá 1, Triệu Xá 2.

## Di tích – danh thắng

### Di chỉ khảo cổ
- Di chỉ Đồng Ngầm: được phát hiện năm 1974, tại thôn Nhuận Thạch. Di chỉ rộng 36.000 m², các nhà khảo cổ đã tiến hành khai quật với diện tích 16 m². Tầng văn hóa dày 1,60 m, chia làm 2 lớp trên và dưới đều nhau. Hiện vật có 23 đồ đá như rìu tứ giác, chày nghiền, đục, mảnh vòng; 17 đồ đồng như: rìu, khuyên tai, bao tay, vòng, giáo minh khí, mảnh thạp. Phát hiện mộ vò 2 nồi úp nhau đồ tuỳ táng là đồ đồng. Vừa là nơi cư trú vừa mộ táng, từ hậu kỳ đá mới đến kim khí. Di chỉ có niên đại thuộc văn hóa khảo cổ học Đông Sơn.

- Di chỉ Đồng Vừng: được phát hiện năm 1975, tại thôn Nhuận Thạch. Di chỉ rộng 1 vạn m², đào thám sát 36 m², tầng văn hoá dày từ 0,40 m đến 0,80 m chia làm 2 lớp. Hiện vật có: đồ đá như rìu tứ diện, khuyên tai; đồ đồng có dao găm; đồ gốm có rất nhiều, đặc biệt là hơn 1 vạn mảnh gốm có hoa văn trang trí giống phong cách gốm Đồng Đậu. Di chỉ thuộc văn hoá đầu thời đại đồ đồng và kéo dài đến trước và sau công nguyên.

### Di tích lịch sử
- Đền thờ và lăng mộ Thiều Thốn: nằm dưới chân núi Chiểu. Thiều Thốn là Phò Kỳ lang chức vụ Phòng ngự xứ Lạng Sơn đời Trần, rất được tướng sĩ dưới trướng yêu mến. Đã được xếp hạng di tích cấp quốc gia.
- Nghè Tam Tổng thờ tướng quân Thiều Thốn.[7]

### Danh lam thắng cảnh
- Núi Chiểu hay còn gọi là núi Nhuận Thạch hay Bạch Thạch, hình con ngựa thuộc địa phận làng Thọ Sơn, nay là làng Nhuận Thạch. Núi có hai ngọn, chất đá cứng rắn, sắc đá trắng tinh nên còn gọi là Bạch Thông, dưới núi có mộ Thiều Thốn. Đã được xếp hạng cấp quốc gia.
- Núi Đào: Đã được xếp hạng cấp quốc gia.[7]

## Danh nhân
- Tướng quân Thiều Thốn (làng Triệu Tiền).